# Culicoides kirbyi
Culicoides kirbyi är en tvåvingeart som beskrevs av Glick och Mullen 1983. Culicoides kirbyi ingår i släktet Culicoides och familjen svidknott. Inga underarter finns listade i Catalogue of Life.